# Benetton B197
Der Benetton B197 war der 15. Formel-1-Rennwagen von Benetton. Der B197 wurde in der Saison 1997 eingesetzt und von Pat Symonds konstruiert. Der Wagen wurde von einem Renault F1-RS9A/B-V10-Motor mit 3 Liter Hubraum angetrieben. Die Reifen kamen vom amerikanischen Reifenkonzern Goodyear, der Treibstoff von Agip.

## Technik und Entwicklung

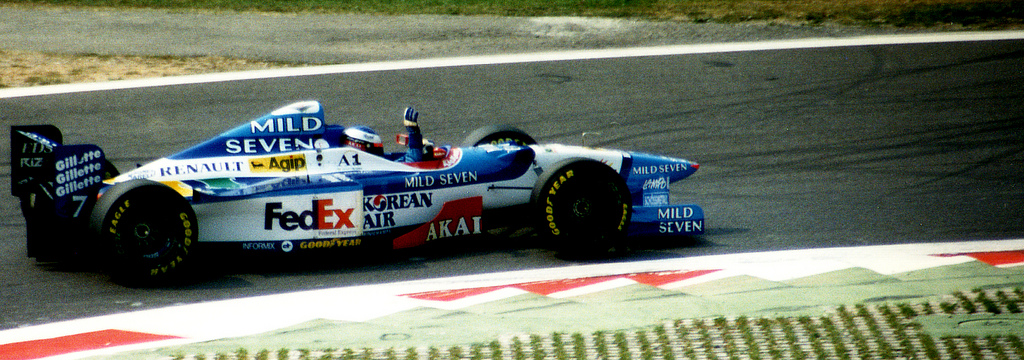
Jean Alesi beim Großen Preis von Italien 1997

Das Team arbeitete daran, die im Jahr davor erkannten Fehler des Chassis zu beseitigen und den Wagen an die beiden Fahrer anzupassen. Da der Motor von Renault 1997 neu war, mussten auch alle Teile des Wagens größtenteils neu analysiert und hergestellt werden, dadurch galt der Wagen nicht als reine Evolutionsstufe. Wirth und Byrne arbeiteten zusammen am Wagen, die Arbeiten wurden durch Graham Heard koordiniert. Unter anderem war Heard für die Abteilungen Getriebe, Schwachstellenanalyse und mechanische Konstruktion verantwortlich.
Der Motor wurde am meisten überarbeitet, so wurde der Zylinderbankwinkel von 67° auf 71° erhöht, der Schwerpunkt sank um 14 Millimeter, die Höhe reduzierte sich um 27 Millimeter und der Motor wog mit 121 Kilogramm rund elf weniger als das Vorjahresmodell. Trotz der umfangreichen Änderungen war die Zuverlässigkeit des Motors überragend, kein einziges Mal musste man im Laufe des Jahres wegen Motorenproblemen aufgeben. Der Motor erreichte rund 551 kW (750 PS) bei einer Drehzahl von 17.000 Umdrehungen pro Minute. Diesen Motor verwendete auch Williams im Williams FW19. Durch den neuen Motor konnten die Aerodynamiker das Heck überarbeiten. Dazu testete man in den Windkanälen der Defence Research Agency in Farnborough sowie bei Fondmetal in Casumaro, wo unter anderem auch Minardi ihren M197 testeten.
Als Getriebe wurde ein eigenständig entwickeltes sequentielles Halbautomatikgetriebe mit sechs Gängen verwendet, weiters wurde ein hydraulisches  Differential sowie eine Servolenkung entwickelt.

## Renngeschichte

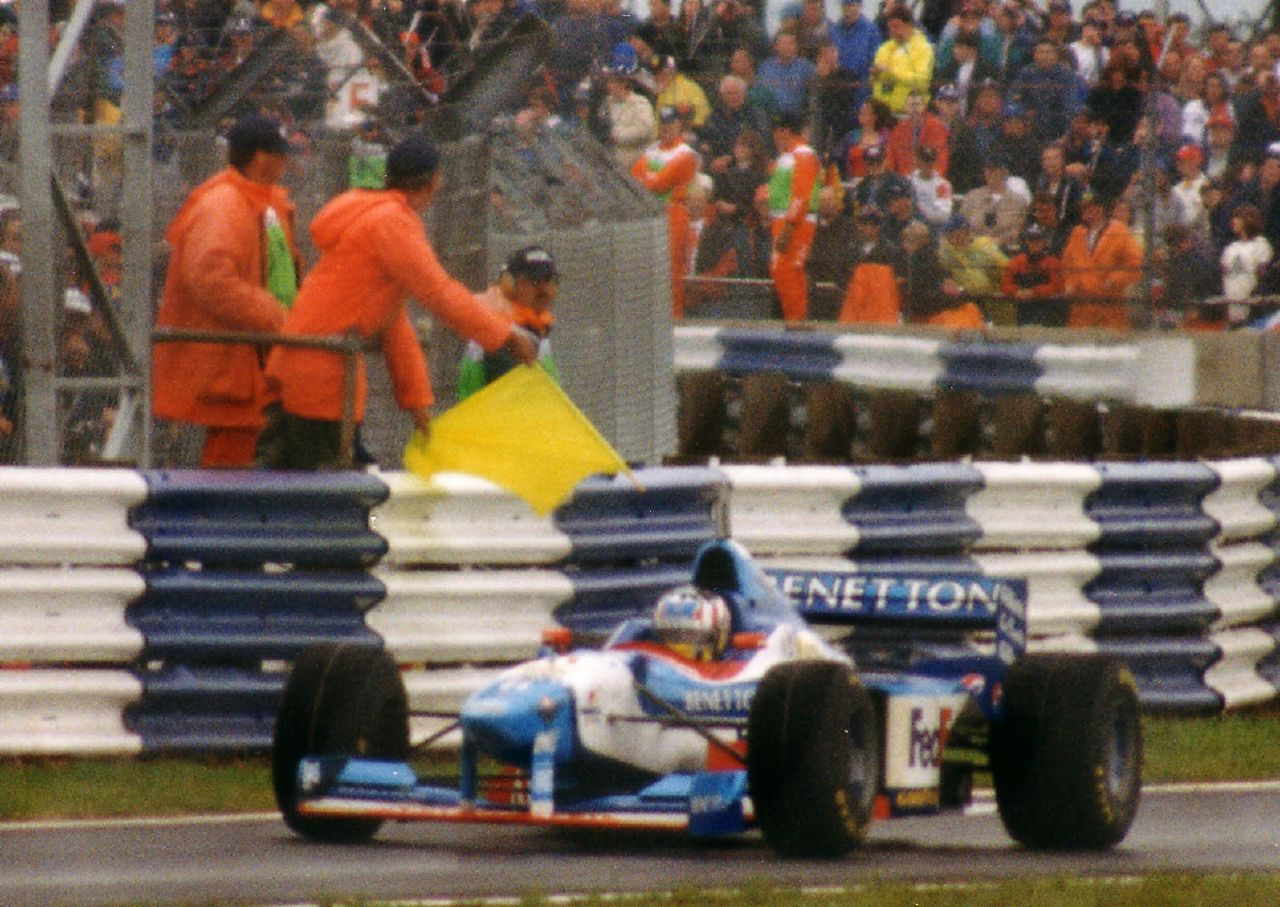
Alexander Wurz beim Großen Preis von Großbritannien 1997

Die Struktur der Technik-Abteilung des Benetton-Teams war neu: Ross Brawn, der bisherige technische Direktor, war zu Ferrari gewechselt und der Ingenieur Rory Byrne beendete nach den Wintertests vorerst seine Karriere im Formelsport. Später zeigte sich, dass er doch noch bei Ferrari an der Seite von Ross Brawn weitermachte. Als Ersatz stiegen Pat Symonds als technischer Direktor und Nick Wirth als Konstrukteur auf. Symmonds war schon vorher im Benetton-Team und wurde befördert, genauso wie Wirth, der nach der Insolvenz von Simtek als Renningenieur für Gerhard Berger arbeitete. Ungefähr 90 Prozent aller benötigten Teile werden in der Fabrik in Enstone selbst hergestellt, ungefähr 240 Mitarbeiter arbeiten für das Team. Der Wagen wurde am 23. Januar 1997 im Londoner Nachtklub Planet Hollywood vorgestellt. Das Budget für die Saison betrug rund 50 Millionen US-Dollar (heute inflationsbereinigt etwa 78 Millionen US-Dollar).
Der Wagen zeigte sich konkurrenzfähig, so konnte Berger mit 1:21,273 min die schnellste Zeit aller Fahrer in den Wintertrainings setzen. Allerdings war das Hauptproblem des Wagens, dass sich die Reifen nur schwer auf die optimale Betriebstemperatur bringen ließen. Dies zeigte sich insbesondere im Qualifying, man konnte über das Jahr verteilt nur zwei Pole-Positionen ergattern. Im Rennen jedoch konnte man sich im Durchschnitt um zwei Positionen im Vergleich zum Qualifying verbessern und beim Rennen in Deutschland einen letzten Sieg feiern.

## Lackierung und Sponsoring
Die Grundfarbe war unverändert weiß-blau mit hellem sowie dunklerem blau und roten Akzenten. Hauptsponsor war Mild Seven, das Logo der Zigarettenmarke wurde auf der Airbox, der Nase sowie dem Frontflügel und seitlich neben dem Fahrer platziert, zusätzlich resultierten die blauen Farbtöne aus dem Sponsoring. Die Motorabdeckung wurde mit blau-rot-gelb-grünen Streifen versehen und diente der Eigenwerbung für United Colors of Benetton, am Heckflügel und den Querstreben fand man ebenfalls den Namen der Modemarke. Wegen der beiden österreichischen Fahrer befand sich das Logo von A1 Telekom Austria auf der Kopfstütze.
Seitlich vor den Lufteinlässen wurde das Logo der südkoreanischen nationalen Fluglinie Korean Air positioniert, auf den Luftleitblechen davor das Logo des Elektronikunternehmens Akai und an den seitlichen Kühlern selbst befand sich das Logo von FedEx. Akai begründete auch die roten Akzente am Wagen.

## Fahrer
Als Fahrer wurden die Vorjahresfahrer Jean Alesi und Gerhard Berger behalten. Als Ersatzfahrer wurde der Österreicher Alexander Wurz gemeldet, dieser fuhr auch drei Rennen zur Saisonmitte als Ersatz für den verletzten Berger.

## Weitere Verwendung der Chassis
In der Rennserie BOSS GP sind zwei B197 für die Saison 2018 gemeldet, diese werden jeweils vom Briten Phil Stratford und vom Österreicher Bernd Herndlhofer gefahren. In dieser Rennserie fahren unter anderem zwei Toro Rosso STR1, ein Minardi PS04B, ein Arrows A22 sowie ein Super Aguri SA06.

## Ergebnisse
| Fahrer                          | Nr.                             | 1   | 2 | 3 | 4   | 5   | 6  | 7   | 8   | 9   | 10 | 11 | 12 | 13 | 14  | 15 | 16 | 17 | Punkte | Rang |
| ------------------------------- | ------------------------------- | --- | - | - | --- | --- | -- | --- | --- | --- | -- | -- | -- | -- | --- | -- | -- | -- | ------ | ---- |
| Formel-1-Weltmeisterschaft 1997 | Formel-1-Weltmeisterschaft 1997 |     |   |   |     |     |    |     |     |     |    |    |    |    |     |    |    |    | 67     | 3.   |
| J. Alesi                        | 7                               | DNF | 6 | 7 | 5   | DNF | 3  | 2   | 5   | 2   | 6  | 11 | 8  | 2  | DNF | 2  | 5  | 13 | 67     | 3.   |
| G. Berger                       | 8                               | 4   | 2 | 6 | DNF | 9   | 10 | INJ | INJ | INJ | 1  | 8  | 6  | 7  | 10  | 4  | 8  | 4  | 67     | 3.   |
| A. Wurz                         | 8                               |     |   |   |     |     |    | DNF | DNF | 3   |    |    |    |    |     |    |    |    | 67     | 3.   |

| Legende  | Legende            | Legende                                                          |
| Farbe    | Abkürzung          | Bedeutung                                                        |
| -------- | ------------------ | ---------------------------------------------------------------- |
| Gold     | –                  | Sieg                                                             |
| Silber   | –                  | 2. Platz                                                         |
| Bronze   | –                  | 3. Platz                                                         |
| Grün     | –                  | Platzierung in den Punkten                                       |
| Blau     | –                  | Klassifiziert außerhalb der Punkteränge                          |
| Violett  | DNF                | Rennen nicht beendet (did not finish)                            |
| Violett  | NC                 | nicht klassifiziert (not classified)                             |
| Rot      | DNQ                | nicht qualifiziert (did not qualify)                             |
| Rot      | DNPQ               | in Vorqualifikation gescheitert (did not pre-qualify)            |
| Schwarz  | DSQ                | disqualifiziert (disqualified)                                   |
| Weiß     | DNS                | nicht am Start (did not start)                                   |
| Weiß     | WD                 | zurückgezogen (withdrawn)                                        |
| Hellblau | PO                 | nur am Training teilgenommen (practiced only)                    |
| Hellblau | TD                 | Freitags-Testfahrer (test driver)                                |
| ohne     | DNP                | nicht am Training teilgenommen (did not practice)                |
| ohne     | INJ                | verletzt oder krank (injured)                                    |
| ohne     | EX                 | ausgeschlossen (excluded)                                        |
| ohne     | DNA                | nicht erschienen (did not arrive)                                |
| ohne     | C                  | Rennen abgesagt (cancelled)                                      |
| ohne     | keine WM-Teilnahme |                                                                  |
| sonstige | P/fett             | Pole-Position                                                    |
| sonstige | 1/2/3/4/5/6/7/8    | Punktplatzierung im Sprint-/Qualifikationsrennen                 |
| sonstige | SR/kursiv          | Schnellste Rennrunde                                             |
| sonstige | *                  | nicht im Ziel, aufgrund der zurückgelegten Distanz aber gewertet |
| sonstige | ()                 | Streichresultate                                                 |
| sonstige | unterstrichen      | Führender in der Gesamtwertung                                   |